# Frontera entre Rumania y Ucrania
La frontera entre Rumania y Ucrania es un límite internacional de 531 kilómetros de longitud que delimita los territorios de Rumania y de Ucrania. Constituye uno de los límites orientales de la Unión Europea desde su ampliación acontecida en 2007.

## Características

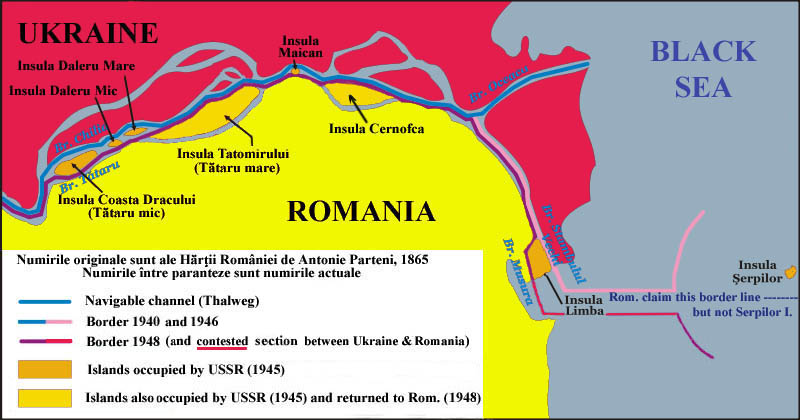
Las islas y la frontera (violeta) en litigio entre Rumanía y Ucrania

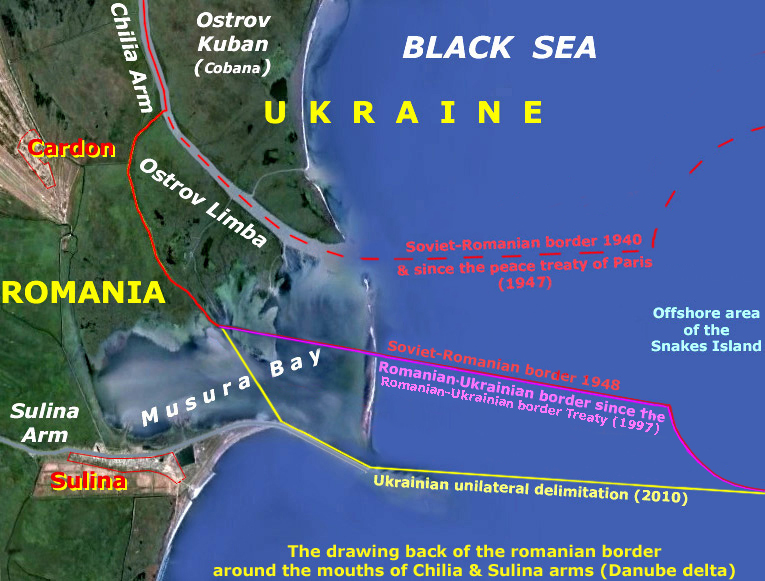
Las desembocaduras de los brazos de Chilia (al norte) y de Sulina (al sur) en 2011, con el litigio fronterizo.

Anteriormente se trataba de una de las fronteras entre Rumania y el Imperio ruso, y más tarde con la URSS. En 1938, no tenía que un solo punto de pasaje entre ambos Estados. Se trata de un puente por vía férrea, desde Tighina atravesando el Dniéster.
La frontera ucraniano-rumana es discontinua, pues está formada de dos segmentos separados por la República de Moldavia. La primera parte tiene 362 kilómetros de longitud, y se origina en el punto donde convergen las fronteras húngaro-rumana y húngaro-ucraniana. De ahí sigue por los Cárpatos orientales, segmento trazado en 1918 por la comisión internacional en la cual el geógrafo francés Emmanuel de Martonne jugó un rol esencial. Tras seguir la línea divisoria de aguas de los Cárpatos, la frontera sigue un trazado oeste-este más o menos rectilíneo, fijado en junio de 1940 por una comisión soviético-rumana constituida como consecuencia del pacto germano-soviético de 1939, hasta un trifinio que forma con la frontera trazada por esta misma comisión entre Rumania y la Moldavia soviética y la frontera entre Moldavia y Ucrania trazada en agosto de 1940 por los soviéticos.
La segunda parte tiene un largo de 169 kilómetros. Inicia en el otro trifinio formado por Moldavia, Rumania y Ucrania, sobre el margen izquierdo del Danubio, 570 m de la confluencia del Prut, y se acaba sobre los márgenes del mar Negro, a 7 km al oeste de la desembocadura del brazo de Chilia en las bocas del Danubio. La mayor parte de este trazado, orientado oeste-este como el Danubio y el brazo de Chilia, fue igualmente delimitado por la comisión soviético-rumana de junio de 1940.
En este segmento hay un litigio referente a las anexiones realizadas en 1948 por la Unión Soviética, 'heredadas' en 1991 por Ucrania: la Rumania comunista cedió varias islas a la URSS (como la Isla de las Serpientes) por un protocolo especial, pero la moderna Rumania democrática cuestiona la validez de este acuerdo que no ha sido ratificado por los dos países. En cuanto a las aguas territoriales, la frontera está indefinida.